# Formatdb
Formatdb es una herramienta software de bioinformática molecular para formatear bases de datos de proteínas o nucleótidos para que puedan ser utilizadas por BLAST.
Según su página man (manual de algunos comandos o aplicaciones Unix), formatdb debe usarse para formatear estas bases de datos antes de que puedan ser analizadas por BLAST.  La base de datos fuente debería estar bien en formato FASTA, bien en formato ASN.1.  Aunque el formato FASTA es el usado más a menudo como entrada de formatdb, el uso de ASN.1 tiene ventajas para aquellos que lo estén utilizando como fuente común para otros formatos, tales como el informe (report) de GenBank.
Según el NCBI, este programa está desactualizado ya que ha sido reemplazado por  makeblastdb.